# Thèse volontariste
Pour l’article homonyme, voir Volontarisme.
En droit international public, la thèse volontariste est le courant de pensée dominant selon lequel le droit international ne s’impose pas mais est créé par les États et pour les États suivant l'acceptation volontaire. Ce raisonnement horizontal est marqué par l'épistémologie positiviste de John Austin. Puisque les États sont les sujets primaires du droit international, le contenu du droit international dépend donc entièrement d'eux puisqu'ils doivent préalablement y consentir.  
La thèse volontariste est rattachée à la pensée de Jean Bodin et Emer de Vattel et constitue une rationalisation de l'exercice de la souveraineté des États, qui acceptent explicitement d'être liés aux conventions internationales, implicitement d'être liés à la coutume internationale et par consensus d'être liés aux principes généraux de droit. 
Pour la conclusion des traités, le consentement à être lié marque l’existence de la souveraineté selon la thèse volontariste. Selon la Convention de Vienne de 1969, les États expriment leur consentement à être liés par signature (art. 12) , échange d'instruments (art. 13), ratification (art. 14) ou adhésion (art. 15). Lorsque l'État consent à être lié, il engage sa souveraineté selon la thèse volontariste. Le principe pacta sunt servanda de l'art. 26 de la Convention de Vienne de 1969 dispose que les traités doivent être respectés, un méta-principe de respect de la parole étatique pour que la thèse volontariste fonctionne.  
En droit international coutumier, la thèse volontariste trouve également application, le droit coutumier étant accepté implicitement par la pratique des États et par le sentiment d'être lié en droit (l’opinio juris). La pratique des États a trois caractéristiques: prolongée, généralisée et uniforme. L'opinio juris suit la thèse volontariste puisqu'on accepte implicitement de se soumettre au droit. Dans l'affaire Lotus, la Cour permanente de justice internationale souligne l'importance de la thèse volontariste eu égard au droit coutumier et dit que les limites à l'indépendance ne se présument pas. 
Quant aux principes généraux de droit, ils sont un consensus de droit interne donc ils sont acceptés de manière tacite par les États, selon un raisonnement conforme à la thèse volontariste. 
Les sujets secondaires du droit international sont les organisations internationales. Suivant la thèse volontariste et le positivisme juridique, les attributs fonctionnels des organisations internationales sont tributaires de la volonté des États, les sujets primaires du droit international.